# Cat Bohannon

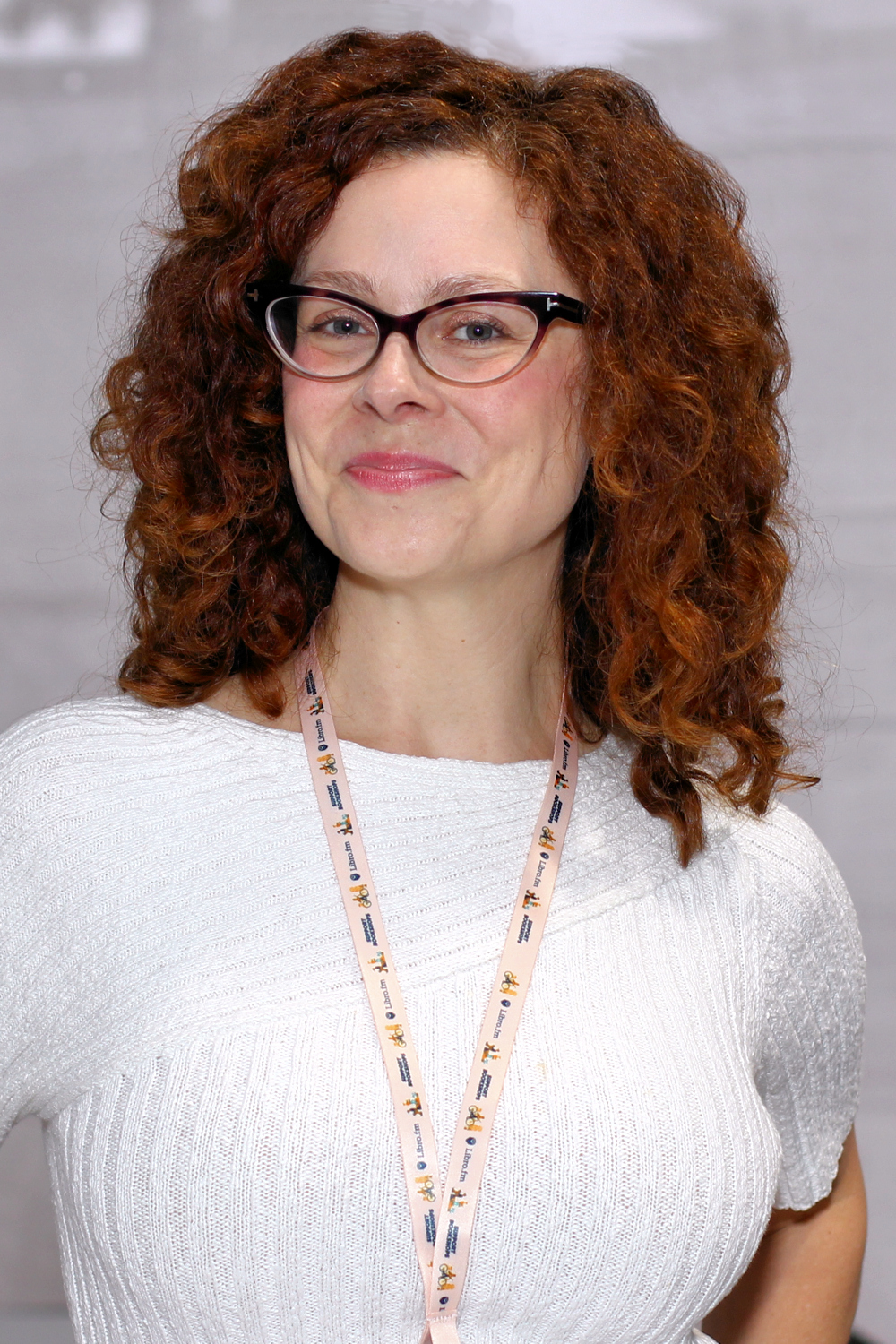
Cat Bohannon (2023) auf dem Texas Book Festival in Austin

Cat Bohannon (* 1979 in Atlanta, Georgia) ist eine US-amerikanische Literaturwissenschaftlerin und Autorin.

## Leben und Karriere
Bohannons Vater war Psychologieprofessor an der Emory University, ihre Mutter Pianistin. Bohannon brach die Schule ab, spielte in Bands, arbeitete  als Aktmodell und studierte an der University of East Anglia bei Andrew Motion Literaturwissenschaften. Sie schloss ihr Studium mit einem Master in kreativer Sachliteratur an der Columbia University ab und promovierte über die Entwicklung von Erzählung und Kognition. Sie arbeitet heute als Forscherin und Autorin. Ihre Essays und Gedichte erschienen unter anderem in Scientific American, Mind, Science Magazine sowie in literarischen Zeitschriften. Eva ist ihr erstes Buch, das sofort ein New-York-Times-Besteller wurde, auf zahlreichen Listen als bestes Sachbuch des Jahres 2023 und auf der Longlist des Women‘s Prize for Nonfiction 2024 stand. Bohannons Arbeit umfasst ein breites Spektrum an Themen, wobei sie sich vor allem auf die Überschneidungen von Biologie, Erzählung und Kognition konzentriert und dabei oft die Evolutions- und Geschlechterforschung in den Vordergrund stellt. Ihrer Hauptthese zufolge würden die moderne Medizin, die Neurobiologie, die Evolutionsbiologie und der Feminismus unterminiert, konzentrierte man sich in erster Linie auf den männlichen Körper. Die Überwindung des Paradigmas der männlichen Norm in Wissenschaft, Forschung und Wirtschaft bringe demnach nicht nur für Frauen, sondern für uns alle enorme Vorteile mit sich. Bohannon lebt mit ihrer Familie in Seattle.

## Veröffentlichungen (Auswahl)
- Eve: How the Female Body Drove 200 Million Years of Human Evolution (2023)